# Тамбовская провинция
Тамбовская провинция — одна из провинций Российской империи. Центр — город Тамбов.
Тамбовская провинция была образована в составе Азовской губернии по указу Петра I «Об устройстве губерний и об определении в оныя правителей» в 1719 году. В состав провинции были включены города Тамбов, Борисоглебск, Верхний Ломов, Добрый, Инсар, Козлов с Бельским и Чернавским пригородами, Нижний Ломов, Ряжск.
В 1725 году Азовская губерния, куда входила Тамбовская провинция, стала именоваться Воронежской.
В ноябре 1775 года деление губерний на провинции было отменено.